# Stephanopis ornata
Stephanopis ornata là một loài nhện trong họ Thomisidae.
Loài này thuộc chi Stephanopis. Stephanopis ornata được Ludwig Carl Christian Koch miêu tả năm 1876.